# Отацилії (рід)
Отацилії — рід вершників у Стародавньому Римі. Мали походження з міста Малевентум (сучасне Беневенто), що у Кампанії. У 1-й половині V ст. до н. е. Отацилії перебралися до Риму. Тут вони займали багато поважних магістратур. Його представники входили до політичної групи на чолі із родом Фабіїв. Отацилії найбільше відзначилися в Першій та Другій Пунічних війнах. Їхніми когноменами були Красс та Назон.

## Найвідоміші Отацилії
- Нумерій Отацилій, першим перебрався до Риму.
- Маній Отацилій Красс, консул 263 та 246 року до н. е., учасник Першої пунічної війни.
- Тіт Отацилій Красс, консул 261 року до н. е., учасник Першої пунічної війни, воював проти Гамількара Барки.
- Тіт Отацилій Красс, претор 217 та 214 років до н. е., намісник Сицилії, побудував храм Розуму у Римі.
- Луцій Отацилій Піліт, голова школи красномовства у Римі з 81 року до н. е.
- Гней Отацилій Назон, друг Марка Туллія Цицерона
- Манлій Отацилій Катул, консул-суффект 88 року.
- Отацилій Северіан, намісник провінції Нижня Мезія з 246 до 247 року.
- Марція Отацилія Севера, дружина римського імператора Філіппа I Араба.